# Les Trois-Bassins
Les Trois-Bassins ist eine französische Gemeinde im Übersee-Département Réunion. Sie wurde am 27. Februar 1897 gegründet. Ihre Gemarkung wird im Norden von Saint-Paul und im Süden von Saint-Leu flankiert und erstreckt sich vom Indischen Ozean im Westen zum Gebirgsgrat «Du battant des lames au sommet des montagnes». Les Trois Bassins war bis zu dessen Auflösung 2015 der Hauptort und die einzige Gemeinde des gleichnamigen Kantons, seither gehört sie zum Kanton Saint-Leu.